# The Power of the Press (film 1914)
The Power of the Press è un film muto del 1914.

## Produzione
Il film fu prodotto dalla Biograph Company e dalla Klaw & Erlanger.

## Distribuzione
Distribuito dalla General Film Company, il film uscì nelle sale cinematografiche statunitensi nell'ottobre 1914. Ne fu fatta una riedizione distribuita sul mercato americano il 1º novembre 1916.
Esiste copia della pellicola in positivo 16 mm.